# Lexikalisierung
Lexikalisierung bezeichnet den Prozess und das Ergebnis des Bedeutungswandels, welcher dazu führt, dass die Bedeutung eines Wortes nicht mehr aus der Bedeutung seiner Bestandteile erschlossen werden kann. Lexikalisierung ist ein Begriff der Sprachwissenschaft, der innerhalb verschiedener Forschungsrichtungen verwendet wird:

## Lexikalisierung als Idiomatisierung
Die Bedeutung mancher zusammengesetzter Wörter (genauer: zusammengesetzter Lexeme) lässt sich nicht anhand der Bedeutung ihrer Bestandteile (Morpheme) durch allgemeine Regeln vorhersagen. Für sie haben sich im Laufe der Zeit Lesarten entwickelt. Ein Beispiel hierfür ist das deutsche Wort Junggeselle, da dieser nicht notwendigerweise jung noch ein Geselle im engeren Sinn sein muss. Das Wort bezeichnet lediglich einen unverheirateten Mann. Dieser Prozess wird auch als Idiomatisierung bezeichnet.
Im Rahmen der Theorie des mentalen oder auch inneren Lexikons wird gefordert, bei der Darstellung eines Wortschatzes als Lexem-Aufzählung nicht alle zusammengesetzten Wörter aufzunehmen. Stattdessen sollen nur solche Wörter aufgenommen werden, deren Bedeutung dem Prozess der Idiomatisierung unterworfen wurde – die sich also nicht mehr als Summe ihrer Teile beschreiben lassen. Durch diese Forderung wird die Anzahl der Lexikon-Einträge verringert.

## Lexikalisierung als Demorphologisierung
Wenn Worte, wie im vorigen Abschnitt dargestellt, idiomatische Lesarten entwickelt haben, nehmen Angehörige der jeweiligen Sprachgemeinschaft sie nicht mehr als Summe ihrer Teile wahr (siehe auch: Frege-Prinzip). Diese idiomatisierten Wörter werden im jeweiligen Zusammenhang als angemessener Ausdruck empfunden: Das Wort Junggeselle z. B. wird in den seltensten Fällen bewusst als Komposition seiner Teile jung und Geselle wahrgenommen werden.
Wenn dieser Punkt erreicht ist, können Prozesse einsetzen, die die Grenzen zwischen den kleinsten bedeutungstragenden Bestandteilen verdunkeln (siehe auch: Phonologie). Aus einem komplexen Wort wird so ein weder abgeleiteter noch zusammengesetzter Ausdruck, ein Simplex. Ausgangspunkt kann dabei neben einem zusammengesetzten Wort (Beispiel 1.) auch eine Wortgruppe (genauer: Syntagma) sein (Beispiel 2):
1. Neuhochdeutsch Messer, entstanden aus westgermanisch Matiz-Sahsa "Essen-Schwert"
2. Italienisch allarme "Alarm", entstanden aus all'arme! "zu den Waffen!"[2]

In dieser Verwendungsweise handelt es sich um einen Begriff der historischen Linguistik.

## Generative Semantik
Im Rahmen der generativen Semantik wird der Begriff in der Regel mit der Operation lexical insertion in Verbindung gebracht und bezeichnet dann das "Einfügen" abstrakter Bedeutungseinheiten in ein Lexem. Z.B. würde man sagen, dass im Lexem töten die Komponenten Sterben und Kausation lexikalisiert sind.

## Leonard Talmyslexicalization patterns
Dieser Ansatz interessiert sich für die Unterschiede, wie Sprachen bestimmte Bedeutungselemente in ihre Wörter kodieren oder lexikalisieren (siehe auch: Sprachtypologie). Hier gibt es begriffliche Überschneidungen mit der Kognitiven Linguistik.

## Weitergefasste Bedeutung des Terminus
Wird ein Wort in einer neuen (erweiterten, eingeschränkten oder übertragenen) Bedeutung ins Lexikon einer Sprache aufgenommen, so wird es mit dieser Bedeutung lexikalisiert. Hierzu ist keine Demorphologisierung notwendig: Beispiele im Deutschen sind etwa die Angestellten, die Grünen, oder die Demokraten in der Bedeutung "US-amerikanische Partei". Insbesondere Partizipien wandeln sich zu eigenständigen Adjektiven, etwa begabt. Hier ist auch die Existenz von Steigerungsformen (begabter, am begabtesten) Indiz für den Wortartwechsel und die Eigenständigkeit als Wort. Bei gelegen etwa weist die Möglichkeit der Präfigierung zu ungelegen auf den erfolgten Übergang von einer Verbform zum Adjektiv.  Begabtenförderung oder Gelegenheit zeigen, wie diese Wörter selbst wiederum zur Basis weitergehender Wortschatzerweiterungen werden. Bei Gelegenheit wird ein erneuter Bedeutungswandel sichtbar.
Lexikalisierungsprozesse sind in lebenden Sprachen laufend zu beobachten. Der passive und meist auch der aktive Sprachgebrauch jedes Individuums in der Sprachgemeinschaft unterliegt dieser Entwicklung. Änderungen des Lexikons werden von der diachronen Linguistik beschrieben.
Wichtige Quelle neuer Lexik sind Szenesprachen, deren Sprecher Wörtern absichtlich neue Bedeutungen zuweisen, etwa die Jugendsprachen verschiedener "Szenen". Die Umdeutung von toll, klasse, dufte, cool, geil zu unterschiedlichen Zeitpunkten des 20. Jahrhunderts bietet nachvollziehbare Beispiele. Die völlige Umdeutung eines englischen Adjektivs zu einem deutschen Pseudoanglizismus als das Handy stellt ein besonders plastisches Beispiel einer Lexikalisierung der jüngeren Vergangenheit dar.